# Zinaspa zana
Zinaspa zana är en fjärilsart som beskrevs av De Nicéville 1898. Zinaspa zana ingår i släktet Zinaspa och familjen juvelvingar. Inga underarter finns listade i Catalogue of Life.